# Pandémie de Covid-19 aux Kiribati
La pandémie de Covid-19 à Kiribati démarre officiellement le 17 mai 2021. À la date du 18 septembre 2022, le bilan est de 13 morts.

## Premières mesures
Dès fin janvier 2020, les Kiribati imposent une période de quarantaine aux visiteurs en provenance de pays où circule le virus. En mars 2020, le pays ferme presque totalement ses frontières pour se préserver de la pandémie, n'autorisant que l'importation de denrées essentielles. À partir de septembre, le gouvernement commence le rapatriement des ressortissants gilbertins se trouvant à l'étranger, mais les frontières restent fermées à tous les étrangers.

## Premiers cas
Le 17 mai 2021, les autorités identifient deux cas de personnes contaminées à bord d'un bateau de pêche en quarantaine au large de l'atoll de Tarawa, tandis que le pays était jusque lors l'un des derniers à ne pas connaître de cas sur son territoire. Les deux hommes sont des pêcheurs, un Gilbertin et un étranger. Le citoyen gilbertin revenait aux Kiribati après un an de travail sur un navire taïwanais, et avait fait escale en Papouasie-Nouvelle-Guinée mi-avril, dernière escale avant son arrivée dans les eaux à proximité de Tarawa.
Bien que les deux hommes porteurs du virus n'aient à priori pas foulé le sol gilbertin, le gouvernement ferme les écoles à Tarawa-Sud et à Betio à titre préventif, introduit un couvre-feu sur ces deux communautés urbaines et interdit tout déplacement qui ne soit pas strictement nécessaire entre ces îles et les autres îles et atolls du pays.

## Statistiques

Nombre de cas à Kiribati depuis le début de l'épidémie.

Nombre de morts à Kiribati depuis le début de l'épidémie.